# Durham (Anglaterra)
Durham (pronunciat /ˈdʌrəm/ i també /ˈdɜːrəm/) és un municipi del Regne Unit, que pertany al comtat homònim comtat de Durham, del qual és la capital.
Té una gran catedral feta en època normanda i el castell de Durham del segle xi, tots dos són Patrimoni de la Humanitat segons la UNESCO des de l'any 1986. El castell de Durham és seu de la Universitat de Durham des del 1832.
En la seva història destaca com a pionera del sindicalisme, a l'entorn de les mines de carbó.

## Nom

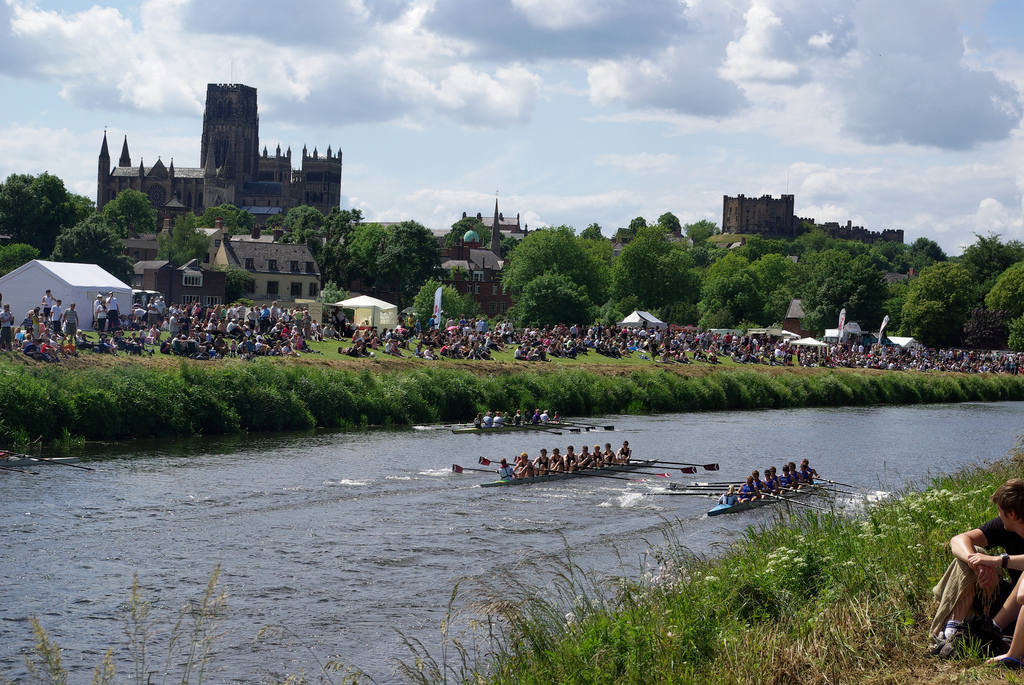
Castell i catedral de Durham

El nom de "Durham" prové de l'anglès antic "dun", que significa «turó fortificat», unit a un terme del nòrdic antic "holme", que significa «illa». En llatí es deia Dunelm. Alguns atribueixen l'origen del nom a la llegenda de Dun Cow una bèstia salvatge semblant a un bou que va guiar els monjos de Lindisfarne, que transportaven el cos de sant Cuthbert, a aquest lloc i el monjo Eadmer va rebre el senyal d'establir aquí un monestir.

## Geografia
El riu Wear forma un meandre molt tancat que gairebé fa que la ciutat de Durham sembli una península. Es va construir sobre un turó i tota la zona propera al riu està voltada densament per arbres. A l'oest del territori municipal passa el riu Browney que convergeix amb el Wear al sud. La ciutat més propera és Sunderland, que està a 21 km al nord-oest.

## Història

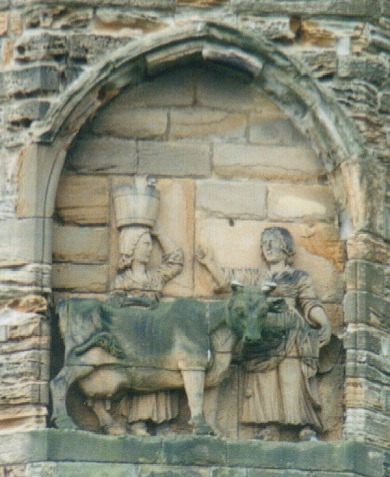
Relleu a la catedral que representa la llegenda de Dun Cow

Per les restes arqueològiques se sap que la zona estava habitada des del 2000 aC. L'actual ciutat comença amb l'assentament de monjos l'any 995 per preservar el cos de sant Cuthbert una de les principals relíquies d'Anglaterra. El bisbat de Durham va exercir molta influència al llarg del temps. L'església del monestir va esdevenir una catedral i atreia molts peregrins per contenir les relíquies de sant Cuthbert i de sant Beda. El bisbe de Durham tenia el títol de bisbe de la divina providència i gaudia d'algunes prerrogatives que altres no tenien com ara: convocar un exèrcit, nomenar sheriffs i jutges que fessin les seves pròpies lleis. La seva jurisdicció s'anomenava el palatinat de Durham.
La posició de Durham era important per defensar Anglaterra de les incursions dels escocesos. La batalla més famosa d'aquesta època va ser la batalla de Neville's Cross, que lliurada a prop de la ciutat el 17 d'octubre del 1346. Durham va patir diversos brots de pesta en els anys 1544, 1589 i 1598, que va afectar greument l'economia dels pagesos.
El rei Carles I d'Anglaterra va visitar Durant poc després de la seva coronació i la ciutat li va romandre fidel en la guerra civil anglesa (1640 a 1660). Durant el govern de la Commonwealth Durham va patir la decisió de Cromwell d'abolir l'Església d'Anglaterra, i el tancament de les institucions relacionades, ja que la catedral sempre havia estat clau en el funcionament d'aquesta ciutat. Va vendre el castell a Thomas Andrews, alcalde de Londres, per 1.267 lliures i va fer servir la catedral com a presó. Per altra banda, va ser Cromwell qui va impulsar la fundació de la universitat a Durham.

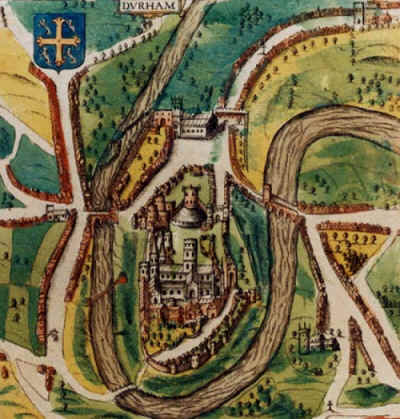
Mapa del 1610

El 1720 es va proposar un pla perquè Durham tingués un port i la navegabilitat s'aconseguiria fent un canal que unís els rius Team i Wear. Finalment el pla no es va portar a terme però l'estàtua de Neptú va quedar a la plaça del mercat.
La ciutat era coneguda per la producció de catifes, però la majoria dels tallers de teixit medievals es van traslladar a altres ciutats durant la revolució industrial i només va quedar l'empresa Hugh MacKay Carpets que va tancar el 2005. Després de les catifes, Durham es va dedicar a la producció de mostassa i a l'extracció de carbó. La ciutat estava al bell mig de la zona de mines de carbó, la font energètica sobre la qual es fonamentava la nova manera de produir. El 1871 es va crear un sindicat de miners, anomenat Durham Miners' Association, que va ser el més gran del món. A Durham i hi va haver una estació del primer ferrocarril de passatgers que es va construir (1825).

## Clima
La següent taula mostra les dades meteororològiques obtingudes des de l'estació de Durham entre 1981 i 2010 pel que fa a les precipitacions i, a partir del 1850 pel que fa a les temperatures.
| Dades climàtiques a Durham         | Dades climàtiques a Durham | Dades climàtiques a Durham | Dades climàtiques a Durham | Dades climàtiques a Durham | Dades climàtiques a Durham | Dades climàtiques a Durham | Dades climàtiques a Durham | Dades climàtiques a Durham | Dades climàtiques a Durham | Dades climàtiques a Durham | Dades climàtiques a Durham | Dades climàtiques a Durham | Dades climàtiques a Durham |
| Mes                                | gen                        | febr                       | març                       | abr                        | maig                       | juny                       | jul                        | ag                         | set                        | oct                        | nov                        | des                        | anual                      |
| ---------------------------------- | -------------------------- | -------------------------- | -------------------------- | -------------------------- | -------------------------- | -------------------------- | -------------------------- | -------------------------- | -------------------------- | -------------------------- | -------------------------- | -------------------------- | -------------------------- |
| Màxima rècord °C (°F)              | 16.7 (62.1)                | 14.4 (57.9)                | 24.1 (75.4)                | 23.6 (74.5)                | 27.8 (82)                  | 30.6 (87.1)                | 31 (88)                    | 32.5 (90.5)                | 30 (86)                    | 25 (77)                    | 19.4 (66.9)                | 15.9 (60.6)                | 32.5 (90.5)                |
| Màxima mitjana °C (°F)             | 6.6 (43.9)                 | 7.2 (45)                   | 9.5 (49.1)                 | 11.9 (53.4)                | 15 (59)                    | 17.6 (63.7)                | 20.1 (68.2)                | 19.8 (67.6)                | 17.2 (63)                  | 13.3 (55.9)                | 9.4 (48.9)                 | 6.7 (44.1)                 | 12.9 (55.2)                |
| Mínima mitjana °C (°F)             | 0.9 (33.6)                 | 0.9 (33.6)                 | 2.3 (36.1)                 | 3.7 (38.7)                 | 6.1 (43)                   | 9 (48)                     | 11.1 (52)                  | 11 (52)                    | 9 (48)                     | 6.3 (43.3)                 | 3.4 (38.1)                 | 1.1 (34)                   | 5.4 (41.7)                 |
| Mínima rècord °C (°F)              | −17.2 (1)                  | −18.3 (−0.9)               | −15 (5)                    | −11.1 (12)                 | −4.4 (24.1)                | −1.1 (30)                  | 1.1 (34)                   | 0.6 (33.1)                 | −1.1 (30)                  | −5.5 (22.1)                | −8.8 (16.2)                | −16.6 (2.1)                | −18.3 (−0.9)               |
| Precipitació mitjana mm (polzades) | 52.3 (2.059)               | 41.8 (1.646)               | 44.6 (1.756)               | 52.7 (2.075)               | 57.2 (2.252)               | 44.2 (1.74)                | 55.4 (2.181)               | 54 (2.13)                  | 60.8 (2.394)               | 55.4 (2.181)               | 54 (2.13)                  | 60.8 (2.394)               | 651.1 (25.634)             |
| Mitjana mensual d'hores de sol     | 58.6                       | 80.3                       | 115.5                      | 150.3                      | 181.7                      | 164.8                      | 172.3                      | 167.3                      | 134.5                      | 102.8                      | 66.4                       | 51.2                       | 1.445                      |
|                                    |                            |                            |                            |                            |                            |                            |                            |                            |                            |                            |                            |                            |                            |

## Demografia
El primer estudi censal a Durham es va fer el 1801 i consta que tenia 7.100 habitants. El 2011, el nucli urbà de Durham tenia 48.069 habitants.

## Agermanaments
Durham té relacions d'agermanament amb:
- Tübingen, Alemanya
- Kreis Wesel, Alemanya
- Kostromà, Rússia
- Somme, França

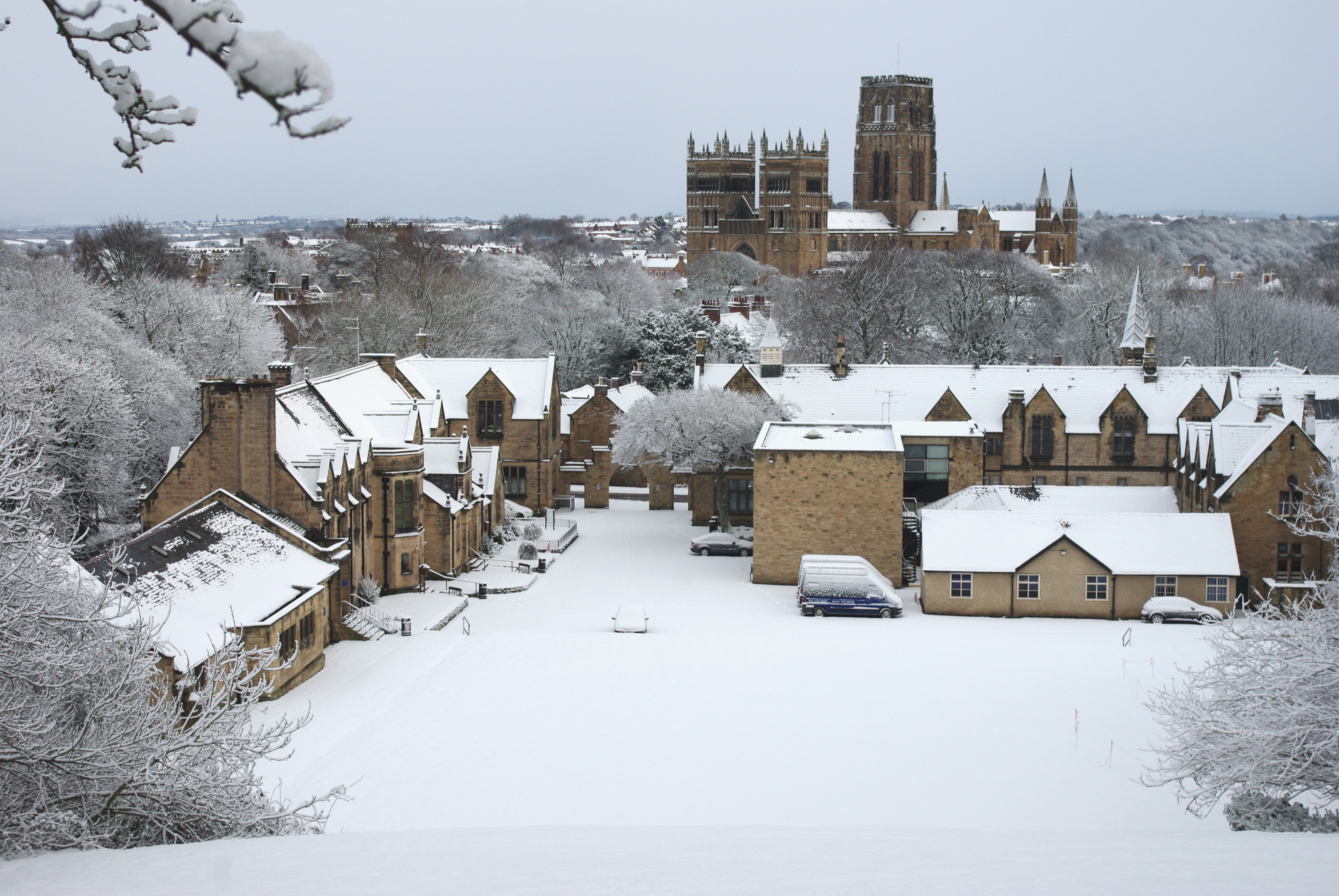
Edificis de la Universitat

- Banska Bystrica, Eslovàquia
- Nakskov, Dinamarca
- Alcalá de Guadaíra, Espanya
- Jászberény, Hongria
- Durham (Carolina del Nord), EUA
- Durham (Connecticut), EUA
- Durham (Nou Hampshire), EUA

## Llocs d'interès

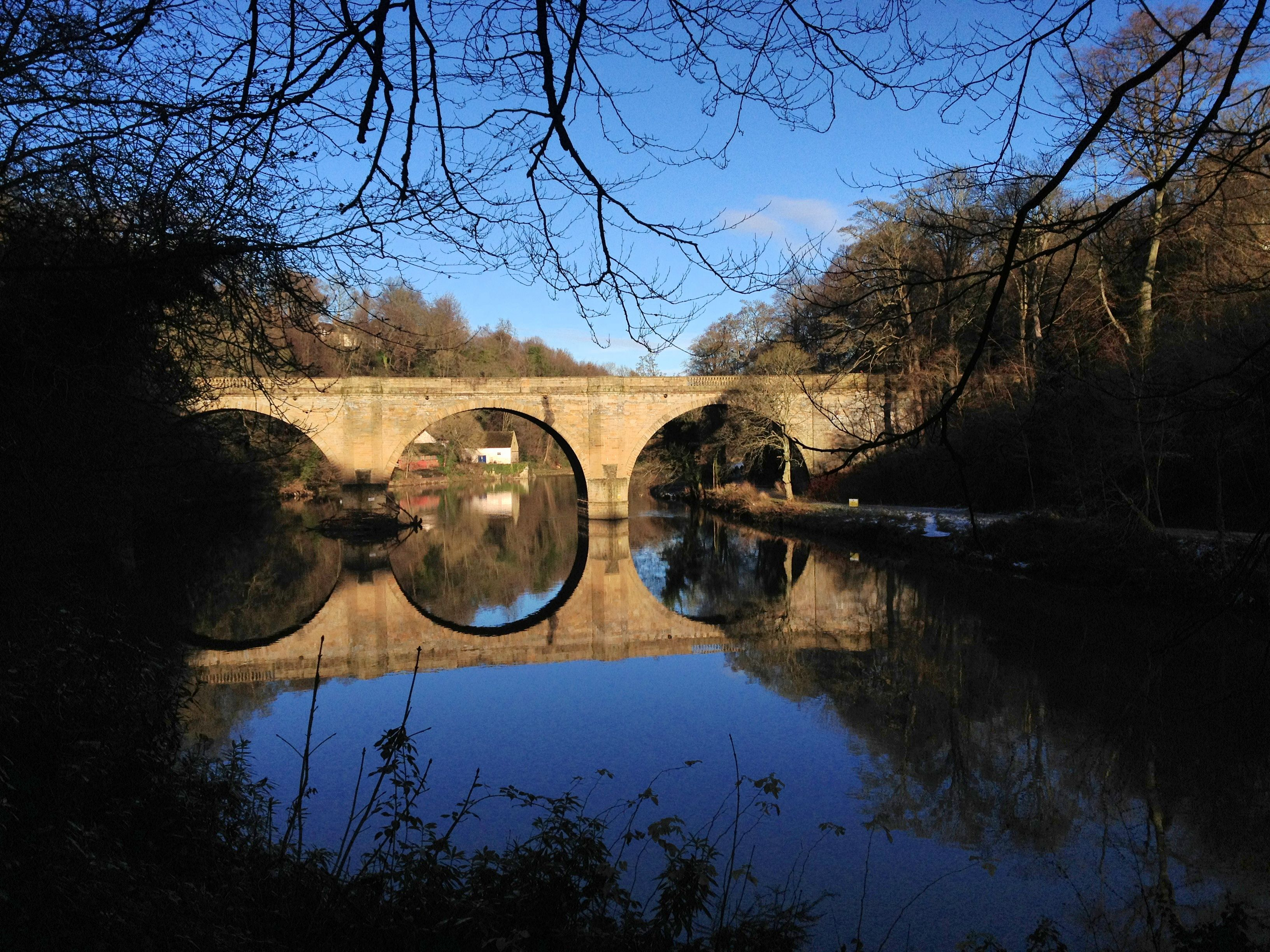
Prebends Bridge

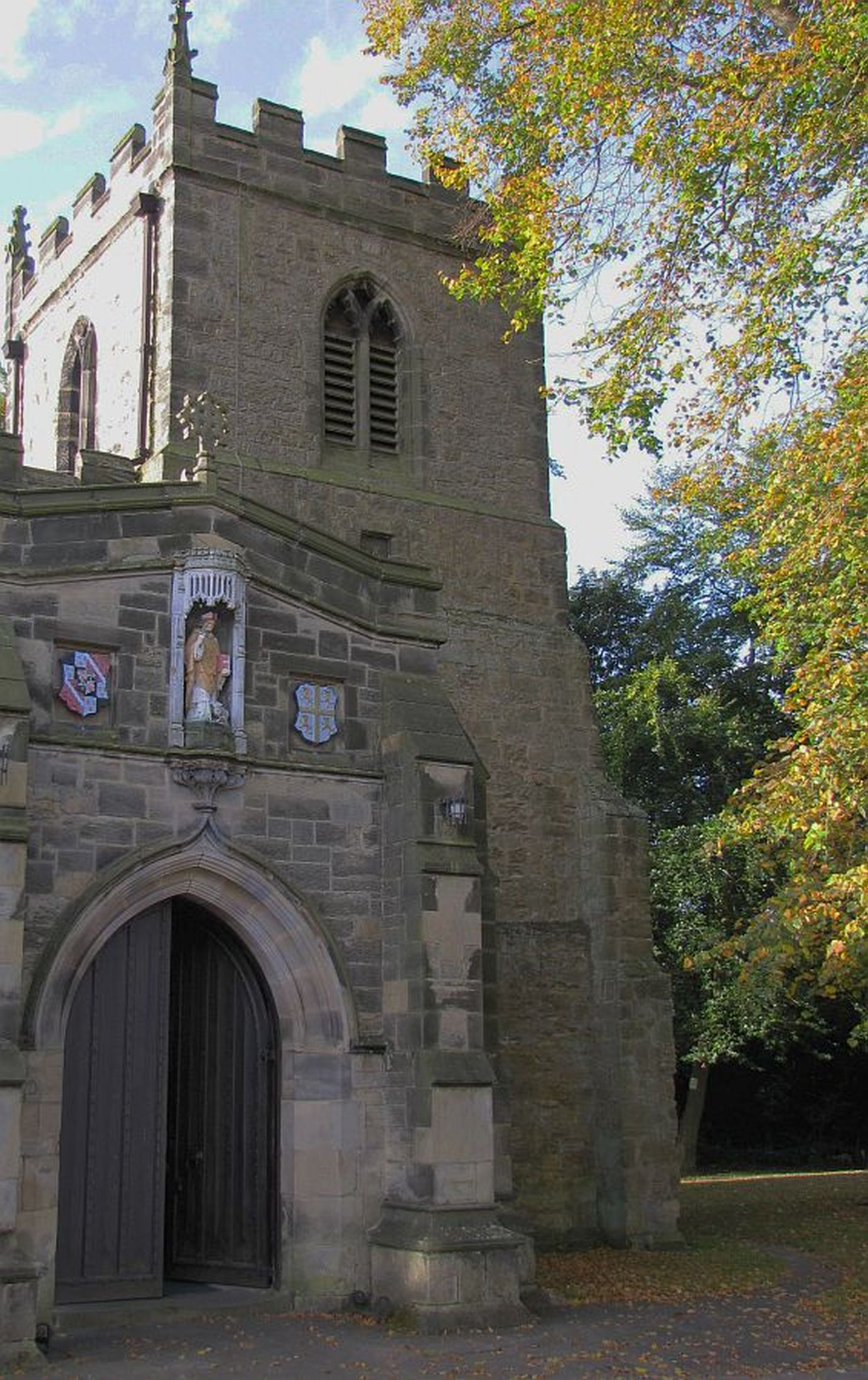
Església de St Giles

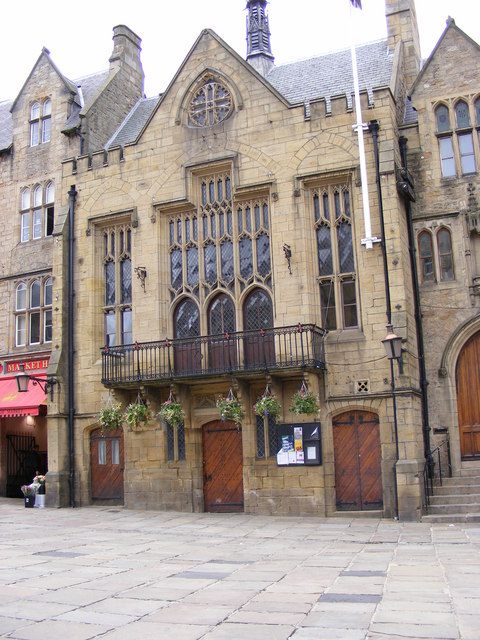
Guildhal

Tot el centre de Durham ha estat nomenat àrea de conservació, en primer lloc el 9 d'agost del 1968, i es va estendre el 25 de novembre del 1980. A més de la catedral i el castell, Durham conté més de 630 edificis considerats d'interès històric patrimonial, 569 dels quals estan al centre. Els més destacats són els següents:
Edificis de grau I
- Chorister School, escola per alumnes de 3 a 13 anys fundada el 1400.
- Crook Hall, casa pairal del 1217
- Elvet Bridge, pont de pedra del 1160
- Framwellgate Bridge, pont de pedra del segle XV
- Kepier Hospital, hospital i casa de caritat medieval
- Kingsgate Bridge, pont dissenyat el 1963 per Ove Arup
- Prebends Bridge, pont de pedra construït entre el 1772 i el 1778
- Església de St Giles, inaugurada el 1112 com a hospital per a pobres
- Església de santa Margarida d'Antioquia, del segle XII
- Església de St Mary-le-Bow, actualment un museu.[16]
- Capella de St. John's College Chapel, antiga església de St Mary the Less de la Universitat de Durham
- Linton House, edifici de St. John's College.

Edificis de grau II
- Ajuntament i saló gremial Guildhall
- Hotel Marriott i Old Elve
- Observatori astronòmic i meteorològic fundat el 1839 per la Universitat de Durham
- Capella del Col·legi St Hild i St Bede
- El pub The Victoria